# The Wild, The Innocent and The E Street Shuffle
The Wild, The Innocent & The E Street Shuffle is het tweede studioalbum van Bruce Springsteen, uitgebracht op 11 september 1973. Het album bevat onder andere het nummer "Rosalita (Come Out Tonight)", waarmee de band vaak hun optredens afsloot in de eerste 10 jaar van hun bestaan. 
Net als Springsteens eerste studioalbum, Greetings From Asbury Park, N.J., werd het album goed ontvangen door de critici. Het album werd echter geen commercieel succes. Pas toen hij Born to Run had uitbracht,  werden nummers van The Wild, The Innocent & The E Street Shuffle gedraaid op de radio. 

## Nummers
Alle nummers zijn geschreven door Bruce Springsteen. 

| Nr. | Titel                            | Duur |
| --- | -------------------------------- | ---- |
| 1.  | The E Street Shuffle             | 4:31 |
| 2.  | 4th of July, Asbury Park (Sandy) | 5:36 |
| 3.  | Kitty's Back                     | 7:09 |
| 4.  | Wild Billy's Circus Story        | 4:47 |

| Nr. | Titel                       | Duur |
| --- | --------------------------- | ---- |
| 5.  | Incident on 57th Street     | 7:45 |
| 6.  | Rosalita (Come Out Tonight) | 7:04 |
| 7.  | New York City Serenade      | 9:55 |

## Bezetting

### The E Street Band
- Bruce Springsteen – zang, gitaren, mondharmonica, mandoline, blokfluit, maraca's
- Clarence Clemons – saxofoon, achtergrondzang
- David Sancious – piano, Elektronisch orgel (inclusief solo op "Kitty's Back"), elektrische piano, clavinet, sopraansaxofoon op "The E Street Shuffle", achtergrondzang, strijkarrangement op "New York City Serenade"
- Danny Federici – accordeon, achtergrondzang, tweede piano op "Incident on 57th Street", orgel op "Kitty's Back"
- Garry Tallent – basgitaar, tuba, achtergrondzang
- Vini "Mad Dog" Lopez – drums, achtergrondzang, kornet op "The E Street Shuffle"

### Extra muzikanten
- Richard Blackwell – conga, percussie
- Albany "Al" Tellone – baritonsaxofoon op "The E Street Shuffle"
- Suki Lahav - achtergrondzang op "4th of July, Asbury Park (Sandy)" en "Incident on 57th Street"

### Productie
- Mike Appel & Jim Cretecos - producers (voor Laurel Canyon Ltd.)
- Louis Lahav – geluidstechnicus
- Teresa Alfieri & John Berg  – design
- David Gahr – fotografie

E Street Band: Bruce Springsteen · Roy Bittan · Nils Lofgren · Patti Scialfa · Garry Tallent · Steven Van Zandt · Max Weinberg
Jake Clemons · Charles Giordano · Soozie Tyrell
Voormalige leden: Ernest Carter · Clarence Clemons · Danny Federici · Vini Lopez · David Sancious
Voormalige tourmuzikanten:
Everett Bradley · Barry Danielian · Clark Gayton · Curtis King · Suki Lahav · Ed Manion · The Miami Horns · Cindy Mizelle · Michelle Moore · Tom Morello · Curt Ramm · Jay Weinberg